# Белова, Галина Александровна
Белова Галина Александровна (род. 5 апреля 1949, Новосибирск) — советский российский историк, востоковед-египтолог, доктор исторических наук. Директор Центра египтологических исследований РАН (1999—2017). С 2017 — н.в научный руководитель Центра египтологических исследований РАН и одновременно директор-организатор Российского центра египетской археологии в Каире (Египет).

## Биография
Белова Галина Александровна родилась 5 апреля 1949 года в Новосибирске. В 1968 году поступила на исторической факультет МГПИ им. В. И. Ленина. После окончания университета в 1975—1979 гг. училась в аспирантуре Института востоковедения РАН, специальность — «Всеобщая история. Древний мир — египтология».
В 1978 году защитила в Институте востоковедения РАН кандидатскую диссертацию на тему «Формирование административного аппарата в Нубии (3000-1200 гг. до н. э.)».
В 1995 году была защищена докторская диссертация «Древний Египет и соседние африканские страны».
Являлась директором Центра египтологических исследований РАН (1999—2017).
В настоящие время научный руководитель Центра египтологических исследований РАН и директор-организатор Российского центра египетской археологии в Каире (Египет).
Руководит российскими археологическими экспедициями в Мемфисе, Александрии, Фаюме, Луксоре; ранее содиректор Российско-Голландской экспедиции в Телль Ибрагим Аваде (Дельта), и Российско-Германской экспедиции в Лускоре («Царский тайник», ТТ320).
Редактор серии «Сокровенное слово Востока», главный редактор журнала «Египет и запредельные страны»
Член Президиума Международной ассоциации египтологов (2019—2024), Европейской ассоциации археологов, Русского географического общества, участник рабочей группы «Информатика и египтология» Международной ассоциации египтологов.
С 1991—1998 вместе с доктором С.И Ходжаш (гос. музей им. Пушкина) была представителем России в Программе ЮНЕСКО по каталогизации мировых музейных египетских коллекций.

## Научная деятельность
В монографии «Египтяне в Нубии (III—II тыс. до н. э.)» (1988) автор рассматривает взаимоотношения древнего Египта с Нубией — вопрос становления аппарата египетской военной и гражданской администрации на этой территории. Выделены три этапа, соотносимые с периодом Древнего, Среднего и Нового царства, связанные с изменениями политики Египта в Нубии. Показано, как Нубия постепенно превращается в египетскую провинцию. Проанализировано место нубийского населения в системе сложившихся египетских административных институтов.
Книга «Русские в стране пирамид. Путешественники, ученые, коллекционеры» (2003), написанная в соавторстве с Т. А. Шерковой, рассказывает о становлении российской египтологии, работах В. Г. Бока, О. Э. Лемма, В. С. Голенищева, Б. А. Тураева, о путешествиях писателей, философов, религиозных деятелей, коллекционеров в Египет, собранных ими коллекциях, дневниках и путевых заметках о Египте. Уделено внимание контактам Египта с другими странами, в том числе и находящимися ныне на территории России и СНГ, и археологическим находкам в этих регионах.
Является переводчиком египетских сказок «Взятие Ипу» и «Ссора Ипепи и Секененра», а также составителем сборника египетских сказок (совместно с Т. А. Шерковой) (1998).

### Основные работы
- Египтяне в Нубии (III—II тыс. до н. э.). М., Наука. 1988. 364 с.
- Владыки Африки. М., 1998. 220 с.
- Сказки Древнего Египта / сост. Г. А. Белова, Т. А. Шеркова. М., Алетейа. 1998. 352 с.
- The Eastern Borders of Egypt: New Data // Hawass Z. (ed.) Egyptology at the Dawn of the Twenty-first Century. Proceedings of the 8th International Congress of Egyptologists. Cairo, 2000. Vol. 2. Cairo, 2003. P. 113—122.
- Забытое божество? // Древнеегипетский храм в Телль Ибрагим Аваде: раскопки и открытия в Дельте Нила. М., 2002. С. 52-58.
- Русские в стране пирамид. Путешественники, ученые, коллекционеры. (Серия «Vita memoriae») М., Алетейа. 2003. 272 с. (соавт. Шеркова Т. А.)
- TT320 and the History of the Royal Cache during the 21st Dynasty // Hawass Z. (ed.) Egyptology at the Dawn of the Twenty-first Century. Proceedings of the 8th International Congress of Egyptologists. Cairo, 2000. Vol. 1. Cairo, 2003. P. 73-80[1].
- Подводно-археологические исследования в районе Александрии // Материалы международной конференции «Подводное культурное наследие: изучение, сохранение, трансляция». Москва, 1 декабря 2006 г. М., 2006. С. 12-15.
- Российские ученые в Египте // Белова Г. А. (отв. ред.) Возвращение в Египет: Страницы истории российской египтологии. М.: Наука, 2009. С. 52-111.
- «Царский тайник» и история загадочного захоронения // Возвращение в Египет: Страницы истории российской египтологии. М.: Наука, 2009. С. 111—139.
- Ком Туман (Мемфис) // Культура Египта и стран Средиземноморья в древности и средневековье. Сборник статей, посвященный памяти Т. Н. Савельевой. М.: ЦЕИ РАН, 2009. С. 54-103.
- Некоторые особенности погребального обряда на некрополе Дейр эль-Банат в греко-римский период // Войтенко А. А. (отв. ред.) Aeternitas. Сборник статей по греко-римскому и христианскому Египту. М.: ЦЕИ РАН, 2012. C. 7-37[2].
- К вопросу об администрации Белых стен (Мемфис) // Египет и сопредельные страны. 2018. № 4. С. 1-11[3].